# Ivo Oliveira
Pour les articles homonymes, voir Oliveira.
Alves Oliveira est un nom portugais ; le premier nom de famille (d'usage facultatif) est Alves et le second est Oliveira.
Ivo Emanuel Alves Oliveira (né le 5 septembre 1996 à Vila Nova de Gaia) est un coureur cycliste portugais. Il est membre de l'équipe UAE Emirates depuis 2019. Il a obtenu ses principaux résultats sur piste en devenant notamment vice-champion du monde de poursuite en 2018.

## Biographie
Son frère jumeau Rui est également coureur cycliste et son frère aîné Heldér (de) a été jusqu'en 2015 professionnel dans l'équipe continentale OFM-Quinta da Lixa.
Fin 2014, il est élu Sportif portugais espoir de l'année.
En 2020, il est sélectionné pour représenter son pays aux championnats d'Europe de cyclisme sur route organisés à Plouay dans le Morbihan.

## Palmarès sur piste

### Championnats du monde
- Hong Kong 2017
  - 6e de la poursuite[3]
  - 10e de l'omnium[4]
- Apeldoorn 2018
  -  Médaillé d'argent de la poursuite
  - 4e de l'omnium[5]
- Pruszków 2019
  - 6e de la poursuite individuelle
  - 17e de l'américaine
- Saint-Quentin-en-Yvelines 2022
  -  Médaillé de bronze de la poursuite individuelle

### Championnats du monde juniors
- Glasgow 2013
  -  Médaillé de bronze de la course aux points juniors
- Gwangmyeong 2014
  -  Champion du monde de poursuite juniors
  -  Médaillé de bronze de l'américaine juniors (avec Rui Oliveira)

### Coupe du monde
- 2017-2018
  - Classement général de la course aux points
  - 2e de la poursuite à Minsk
  - 2e du scratch à Minsk
  - 3e de la course aux points à Minsk
  - 3e de l'américaine à Minsk

### Coupe des nations
- 2023
  - 1er de la course à l'américaine à Milton (avec Iúri Leitão)
- 2024
  - 3e de l'américaine à Milton

### Championnats d'Europe
| Édition / Épreuve          | Poursuite individuelle | Américaine | Omnium |
| Anadia 2014 (juniors)      | Or                     |            | Bronze |
| Montichiari 2016 (espoirs) | Argent                 |            | Bronze |
| Anadia 2017 (espoirs)      | Argent                 |            |        |
| Berlin 2017                | Argent                 |            |        |
| Glasgow 2018               | Argent                 |            |        |
| Plovdiv 2020               | Or                     | Argent     |        |
| Heusden-Zolder 2025        | Argent                 | Bronze     |        |

### Championnats nationaux
| - 2011 - 2e du championnat du Portugal de poursuite par équipes cadets - 2012 - Champion du Portugal de poursuite cadets - Champion du Portugal de course aux points cadets - 2013 - Champion du Portugal de poursuite juniors - 2e du championnat du Portugal de course aux points juniors - 2014 - Champion du Portugal de vitesse par équipes juniors - Champion du Portugal de poursuite par équipes juniors - Champion du Portugal d'omnium juniors - 2015 - 2e du championnat du Portugal de course aux points - 3e du championnat du Portugal de scratch - 2016 - Champion du Portugal de poursuite - Champion du Portugal du kilomètre - 2017 - Champion du Portugal de poursuite - Champion du Portugal de course aux points - Champion du Portugal d'omnium | - 2018 - Champion du Portugal d'omnium - Champion du Portugal de l'américaine (avec Rui Oliveira) - 2019 - Champion du Portugal de poursuite - Champion du Portugal de course aux points - Champion du Portugal d'omnium - 2023 - Champion du Portugal de l'américaine (avec Rui Oliveira) - 2e du championnat du Portugal de l'élimination - 2024 - 2e du championnat du Portugal de course aux points - 2e du championnat du Portugal de l'élimination - 2e du championnat du Portugal de l'omnium - 3e du championnat du Portugal de l'américaine |  |

## Palmarès sur route

### Par année
- 2012
  - 3e du championnat du Portugal du contre-la-montre cadets
- 2014
  -  Champion du Portugal du contre-la-montre juniors
  - 3e de la Subida à Glória
- 2015
  - 2e étape du Tour des Terres de Santa Maria da Feira (contre-la-montre)
  - Circuito Festas de Lousada
- 2016
  - 2e étape du Tour des Terres de Santa Maria da Feira (contre-la-montre)
  - 3e du championnat du Portugal du contre-la-montre espoirs
- 2017
  - Prologue du Grand Prix Priessnitz spa
  - Circuito de Póvoa de Galega
- 2018
  -  Champion du Portugal du contre-la-montre espoirs
  - 4e étape du Circuit des Ardennes international
- 2020
  -  Champion du Portugal du contre-la-montre
- 2022
  - 2e du championnat du Portugal du contre-la-montre
- 2023
  -  Champion du Portugal sur route
  - 2e du championnat du Portugal du contre-la-montre
  - Prologue des Boucles de la Mayenne[6]
- 2024
  - 2e du championnat du Portugal du contre-la-montre
- 2025
  -  Champion du Portugal sur route
  - 3e du championnat du Portugal du contre-la-montre
  - 2e et 4e étapes du Tour des Abruzzes
  - 5e étape du Tour de Slovénie

### Résultats sur les grands tours

#### Tour d'Espagne
2 participations
- 2020 : 101e
- 2022 : 131e

### Classements mondiaux
| Année                                 | 2016  | 2017  | 2018  | 2019 | 2020 | 2021 | 2022  | 2023 | 2024 |
| ------------------------------------- | ----- | ----- | ----- | ---- | ---- | ---- | ----- | ---- | ---- |
| Classement mondial                    | 2314e | 1966e | 1247e | nc   | 665e | nc   | 1136e | 333e | 498e |
| UCI Europe Tour                       | nc    | 1252e | 811e  | nc   | 538e | nc   | 804e  | nc   | nc   |
| UCI Asia Tour                         | 499e  | nc    | nc    |      |      |      |       |      |      |
|                                       |       |       |       |      |      |      |       |      |      |
| Légende : nc = non classéSource : UCI |       |       |       |      |      |      |       |      |      |

## Distinctions
- Sportif portugais espoir de l'année : 2014